# Одиашери (река)
Одиа́шери (Одьяксери; порт. Ribeira de Odiáxere) — река на юге Португалии, протекает по территории муниципалитетов Моншике и Лагуш округа Фару. Её длина составляет около 30 км, а площадь водосборного бассейна — приблизительно 160 км². Величина среднегодового расхода воды в устье реки равна 0,56 м³/с.
Берёт начало на юго-западных склонах горного массива Серра-ди-Моншики. В её верхнем течении в 1958 году было сооружено водохранилище Бравура (порт. Barragem da Bravura) объёмом 35 миллионов кубических метров и площадью 285 гектаров. Ниже водохранилища русло реки описывает широкую дугу с юга на восток, пролегая севернее одноимённого города. Сливается с рекой Аран (порт. Ribeira de Arão) незадолго до впадения в эстуарий реки Алвор. Строительство в конце 1960-х годов дамбы вокруг полуострова Кинта-де-Рока, формирующего северный берег эстуария, привело к тому, что русло Одиашери постепенно смещается к западу.
Значительные территории в бассейне Одиашери занимают пастбища для скота. Вблизи реки расположена печатная фабрика.